# Otto Stobbe
Johann Ernst Otto Stobbe (født 28. juni 1831 i Königsberg, død 19. maj 1887 i Leipzig) var en tysk retslærd.
Stobbe blev dr. jur. 1853 — De lege Romana Utinensi —, 1855 privatdocent i Königsberg, 1856 ekstraordinær professor, samme år ordentlig professor sammesteds, 1859 i Breslau, 1872 i Leipzig. Stobbe hørte til den tyske retsvidenskabs førstemænd; i grundighed, nøjagtighed og kendskab til og beherskelse af kildestoffet overgiks han ikke af nogen. Grundlæggende var hans 3 afhandlinger Zur Geschichte des deutschen Vertragsrechts (1855), fremragende hans hovedværker Geschichte der deutschen Rechtsquellen (I—II, 1860 og 1874) og Handbuch des deutschen Privatrechts (I—V, 1871—85, 3. oplag ved Heinrich Otto Lehmann 1896 ff.); hvortil slutter sig en række større og mindre arbejder, tidsskriftafhandlinger, anmeldelser og lignende af stort værd, Beiträge zur Geschichte des deutschen Rechts (1865), Die Juden in Deutschland während des Mittelalters (1866), rektoratstalen Hermann Conring, der Begrunder der deutschen Rechtsgesehichte (1870) og mange andre.